# Сельское поселение «Кусоча»
Сельское поселение «Кусоча» (бур. Хүһөөшын hомон) — муниципальное образование в составе муниципального района «Могойтуйский район» Агинского Бурятский округа в Забайкальском крае Российской Федерации.
Административный центр — село Кусочи
Глава сельского поселения — Цырендоржиев Цыренжаб Намсараевич

## Население
| 2010 | 2011  | 2012  | 2013  | 2014 | 2015 | 2016 |
| ---- | ----- | ----- | ----- | ---- | ---- | ---- |
| 1069 | ↘1065 | ↘1022 | ↘1004 | ↘983 | ↘960 | ↘946 |
| 2017 | 2018  | 2019  | 2020  | 2021 |      |      |
| ↘906 | ↘892  | ↘890  | ↘885  | ↘733 |      |      |

## Экономика
Агропромышленный кооператив «Кусочи» Специализация: овцеводство и выращивание семенных зерновых культур.

## География
Территория — 2792 га. Представляет собой равнины и плоскогорья.

## Транспорт
По территории сельского поселения проходит автомобильная дорога местного значения Могойтуй — Кусочи